# Francky Dury
Francky Dury (Roeselare, 11 ottobre 1957) è un allenatore di calcio ed ex calciatore belga, di ruolo centrocampista.

## Palmarès
- Campionato belga di seconda divisione: 1

Zulte Waregem: 2004-2005
- Coppa del Belgio: 2

Zulte Waregem: 2005-2006, 2016-2017